# Umberto D'Orsi
Pour les articles homonymes, voir D'Orsi.
Umberto D'Orsi, né à Trieste le 30 juillet 1929 et mort à Rome le 31 août 1976, est un acteur italien.

## Biographie
Umberto D'Orsi est né à Trieste. Il a obtenu un diplôme en droit en 1953. À partir de 1950 il est actif au théâtre, jouant dans de petites compagnies de prose et de revue. De 1962 jusqu'à sa mort, D'Orsi est un acteur prolifique, apparaissant dans jusqu'à quinze films par an. Il est mort à Rome à 47 ans d'une crise cardiaque,.

## Filmographie partielle
- 1963 : Il giovedì, de Dino Risi
- 1963 : La Fille de Parme (La parmigiana) d'Antonio Pietrangeli
- 1964 : Frénésie d'été de Luigi Zampa
  - Le Gaucho (Il gaucho) de Dino Risi
  - Les Martiens ont douze mains (I marziani hanno dodici mani) de Castellano et Pipolo
- 1965 : I due parà de Lucio Fulci
- 1966 : 
  - Ischia operazione amore, de Vittorio Sala 
  - Testa di rapa de Giancarlo Zagni
- 1967 : I due vigili, de Giuseppe Orlandini
- 1968 : 
  - I due crociati de Giuseppe Orlandini
  - I nipoti di Zorro de Marcello Ciorciolini
  - La pecora nera de Luciano Salce
  - Histoires extraordinaires, sketch William Wilson de Louis Malle
- 1969 : Senza sapere niente di lei de Luigi Comencini
- 1970 :
  - Il divorzio, de Romolo Guerrieri
  - La ragazza di latta, de Marcello Aliprandi
- 1971 : 
  - I due assi del guantone, de Mariano Laurenti
  - Il clan dei due Borsalini de Giuseppe Orlandini
- 1972 : Un cas parfait de stratégie criminelle (Terza ipotesi su un caso di perfetta strategia criminale) de Giuseppe Vari
- 1973 : 
  - Ce cochon de Paolo (Paolo il caldo) de Marco Vicario
  - Fuori uno sotto un altro, arriva il Passatore de Giuliano Carnimeo : le cardinal
  - Lo chiamavano Tresette... giocava sempre col morto, de Giuliano Carnimeo : McPherson
- 1974 : Di Tresette ce n'è uno, tutti gli altri son nessuno de Giuliano Carnimeo : directeur de l'asile
- 1975 :
  - Fantozzi, de Luciano Salce
  - Corruzione al palazzo di giustizia de Marcello Aliprandi